# إيرباص سيتي إيرباص
إيرباص سيتي إيرباص هو مشروع متعدد الجنسيات من قبل شركة إيرباص هيليكوبترز لإنتاج مروحية عمودية شخصية كهربائية تهدف لتكون تاكسي جوي لتجنب التكدس المروري على الأرض.